# Agropsar
Agropsar är ett fågelsläkte i familjen starar inom ordningen tättingar: Släktet omfattar endast två arter med utbredning i östra Asien:
- Amurstare (A. sturninus)
- Rödkindad stare (A. philippensis)

Tidigare placerades arterna i släktet Sturnus, men flera genetiska studier visar att det är starkt parafyletiskt, där de flesta arterna är närmare släkt med majnorna i Acridotheres än med den europeiska staren (Sturnus vulgaris).